# Kristal (glas)

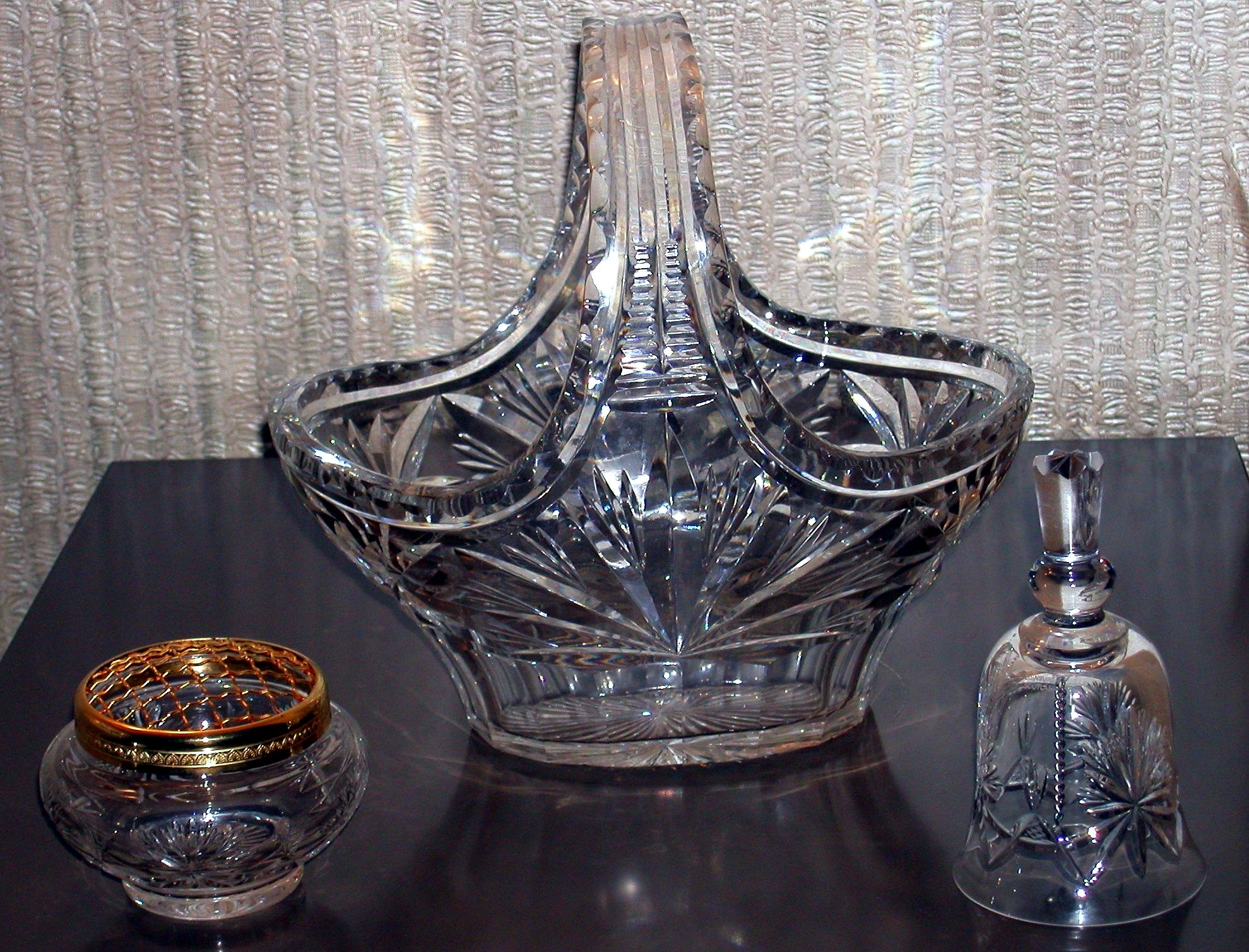
Voorwerpen van kristal

Kristal, kristalglas of loodkristal is materiaal dat bestaat uit glas met een percentage lood(II)oxide. Kristalglas moet niet worden verward met kristal of kristallijn, wat zou betekenen dat het  een materie met een kristalstructuur was. Kristalglas is net als gewoon glas een amorfe materie, oftewel het tegenovergestelde van kristallijn.
Helder loodkristalglas werd in 1676 voor het eerst op industriële schaal geproduceerd, door de Engelse glasmaker George Ravenscroft.
Loodkristalglas is in tegenstelling tot gewoon glas direct herkenbaar door de heldere klank, wanneer er tegenaan wordt getikt.

## Etymologie

### Kristalliniteit
In natuurwetenschappelijke zin is (kristal)glas geen kristal en bevat het geen mate van kristalliniteit, wat zou betekenen dat de atomen zouden moeten zijn gerangschikt in een geordende kristalstructuur. Kristalglas is namelijk, net als "gewoon" glas, opgebouwd uit ongeordende moleculen, die een isotrope, amorfe vaste stof vormen. Hoewel (kristal)glas geen kristalstructuur heeft is het, net als veel kristallen, doorzichtig en treedt er in glas, net als in kristal, lichtbreking op. Dit leidt wel tot verwarring, want het taalgebruik houdt zich niet altijd aan formele definities. Het verschil tussen gewoon glas en kristalglas is gedefinieerd op basis van het loodgehalte (glas met minder dan 4% loodoxide heeft de commerciële benaming "glas"). Het Spaanse cristal betekent (evenals vidrio) gewoon glas.

### Naamgebruik
Glas bestaat uit een mengeling van siliciumdioxide, het voornaamste bestanddeel van kwartszand met metaaloxiden. Door het te verhitten, smelt het tot een dikke substantie die makkelijk te vormen is en door afkoeling hard wordt.
Volgens een EU-richtlijn uit 1969 is kristallijnglas de algemene omschrijving voor glaswerk dat metaaloxide bevat, maar binnen die omschrijving bestaan verscheidene categorieën. Alleen de luxere varianten moeten lood bevatten: 24 procent voor loodkristal en 30 procent voor volloodkristal. Voor de lagere categorieën kristallijnglas en sonoorglas is 10 procent metaal voldoende. Dat hoeft bovendien geen lood te zijn, zinkoxide, bariumoxide of kaliumoxide is ook goed. Als het meer dan 30 procent lood bevat, is het volloodkristal, zoals Swarovski (circa 32 procent lood). Hoe hoger het loodgehalte hoe hoger de brekingsindex. Een materiaal met een hoge brekingsindex vertoont meer schittering en heeft een rijker kleurenspectrum.

### Normen
De norm van de Europese Gemeenschap definieert vier categorieën kristal, waarvan alleen loodkristal en volloodkristal lood(II)oxide moeten bevatten:
| Benaming                    | Loodgehalte                                 | Dichtheid |
| --------------------------- | ------------------------------------------- | --------- |
| Sonoorglas                  | BaO, PbO, K2O, alleen of tezamen ≥ 10%      | ≥ 2,40    |
| Sonoorglas, kristallijnglas | ZnO, BaO, PbO, K2O, alleen of tezamen ≥ 10% | ≥ 2,45    |
| Loodkristal                 | ≥ 24%                                       | ≥ 2,90    |
| Volloodkristal              | ≥ 30%                                       | ≥ 3,00    |

De norm van de Verenigde Staten:
| Benaming | Loodgehalte |
| -------- | ----------- |
| Kristal  | vanaf 1%    |

## Toepassingen van kristal
Van kristal kan men veel gebruiksvoorwerpen maken zoals water-, wijn- en champagneglazen. Luxe karaffen, ijsemmers, taartschotels, asbakken, fotokaders, presse-papiers, vazen en schalen, kandelaars en kroonluchters worden door meerdere kristalproducenten vervaardigd. Kristal verwerft extra schoonheid door het te slijpen. Dit kan zowel met de hand als machinaal gebeuren. Glazen kunnen mondgeblazen zijn of volledig mechanisch gemaakt worden. Mondgeblazen en handgeslepen glazen zijn uiteraard duurder dan mechanisch geproduceerde glazen.
Glas met een hoog loodgehalte wordt gebruikt in de nucleaire industrie, omdat het lood röntgen- en gammastraling beter tegenhoudt dan normaal glas.

## Loodafgifte
Het is mogelijk niet gezond om in dergelijk sterk loodhoudend glas dranken langdurig te bewaren, daar er bij langdurig contact van het glas met de inhoud meetbare hoeveelheden lood uit het glas in de inhoud kunnen oplossen. Hoe groot echter deze hoeveelheid is, is onbekend evenals een antwoord op de vraag of die gemeten hoeveelheid schadelijk is voor de mens. Moderne meetinstrumenten kunnen tegenwoordig extreem kleine hoeveelheden van een stof waarnemen, waarbij de schadelijkheid daarvan onderwerp van discussie kan zijn. 
Deze hoeveelheid neemt overigens bij ieder gebruik af, zodat vaker gebruikt ouder kristal minder riskant is dan nieuw kristal.

## Enkele merken
Kristal wordt in vele Europese landen gemaakt, maar eveneens in Japan, Canada, Rusland en Wit-Rusland.
- In België wordt het kristal van het merk Val Saint Lambert gemaakt te Seraing, bij het bedrijf Cristalleries du Val-Saint-Lambert.
- Franse kristalmerken zijn o.a. Cristal d'Arques, Hartzviller, Cristal de Sèvres , Cristalleries Royales de Champagne, Saint Louis, Daum, Baccarat en Lalique.
- Villeroy & Boch is een internationaal bedrijf (Frankrijk, Luxemburg, Duitsland). Het laat in Duitsland kristal maken.
- Uit Zweden komt Kosta Boda en Orrefors.
- In Ierland zijn meerdere kristalfabrieken, waarvan Waterford Crystal ooit de bekendste was.
- Portugees is Atlantis-kristal.
- Rosenthal, Theresienthal, Peill & Putzler en Eisch zijn Duitse kristalmerken.
- Het familiebedrijf Riedel uit het Oostenrijkse Kufstein, Tirol, is gespecialiseerd in het vervaardigen van divers kristal en speciale glazen voor wijn.
- In Tsjechië wordt Boheems kristal (evenals Boheems glas en Boheems kristalglas) vervaardigd, onder andere door de firma Rückl Crystal.

| Soort                     | Loodgehalte |
| ------------------------- | ----------- |
| Swarovski                 | 32%         |
| Oostenrijks Riedelkristal | 24%         |
| Iers Waterfordkristal     | 32%         |
| Franse Baccaratkristal    | 34%         |